# Shu Pei
Shu Pei (舒裴), pseudonimo di Qin Shu Pei (秦舒裴) (Kaifeng, 10 agosto 1989) è una modella cinese.

## Biografia
Shu Pei inizia la propria carriera nel mondo della moda nel 2007 grazie ad un contratto con la prestigiosa agenzia di moda NEXT Model Management, che le permette di debuttare a settembre sulle passerelle newyorchesi di Rachel Roy. Inoltre sfila anche per Brian Reyes, Catherine Maladrino e Verrier. Nel 2008 Shu Pei compare sull'edizione britannica di Elle e su quella cinese di Vogue. Tuttavia è soltanto a settembre di quell'anno che Shu Pei diviene richiestissima sulle passerelle e sfila per Lacoste, Rebecca Taylor, Yigal Azrouël, Christian Dior, Hussein Chalayan, John Galliano e Vivienne Westwood, a cui seguono poco tempo dopo Carlos Miele, Chanel, Ralph Lauren, Y-3 e Vera Wang.
A settembre 2009 compare sulla sua prima copertina, l'edizione cinese di Elle. Ad agosto 2010 la modella cinese è la nuova testimonial per l'azienda cosmetica Maybelline e dal 2011 è inoltre il nuovo volto di Vera Wang. Fra le altre aziende per le quali, Shu Pei è stata testimonial si possono citare Benetton, Esprit, Fekkai Salon Color, GAP, Hogan by Karl Lagerfeld, il profumo Flower by Kenzo e Lane Crawford. Shu Pei è inoltre comparsa sulle copertine di Harper's Bazaar (Singapore), Vogue (Cina e Corea) ed i-D (Regno Unito).
Nel 2012 sfila per Victoria's Secret.
Shu Pei vive e lavora a New York.

## Agenzie
- NEXT Model Management - Parigi[1], New York[1], Londra[6], Milano[6]